# Sidney Morgan
Sidney Arthur Morgan (* 2. August 1874 in Bermondsey, London; † 11. Juni 1946 in Boscombe) war ein britischer Filmregisseur, Drehbuchautor und Produzent.
Sidney Morgan hatte 1914 sein Regiedebüt. Er arbeitete nach dem Ersten Weltkrieg für die Progress Film Company. In seinen Filmen trat meist seine Tochter Joan Morgan als Hauptdarstellerin auf. 1919 ging er für die Firma nach Shoreham-by-Sea und drehte in den drei folgenden Jahren dort 17 Filme. Viele davon waren Adaptionen, so die inzwischen als Originalfilm wiederentdeckten Little Dorrit, The Mayor of Casterbridge und A Lowland Cinderella. In den 1930er Jahren war er überwiegend als Produzent tätig. So beispielsweise 1929 für die deutsch-englische Koproduktion Nachtgestalten unter der Regie von Hans Steinhoff. 
Einen seiner wenigen Auftritte als Schauspieler hatte er 1930 in Alfred Hitchcocks Juno and the Paycock.